# Кан, Гаврил Эдуардович
Гаврил Эдуардович Кан (род. 10 января 1999, Манасский район, Таласская область) — казахстанский футболист, полузащитник клуба «Алтай».

## Клубная карьера
Футбольную карьеру начинал в 2016 году в составе клуба «Тараз М». 11 мая 2019 года в матче против клуба «Астана» дебютировал в казахстанской Премьер-лиге (2:0), выйдя на замену на 52-й минуте вместо Динмухамеда Карамана.
В начале 2022 года подписал контракт с казахстанским клубом «Игилик».

## Карьера в сборной
22 сентября 2015 года дебютировал за сборную Казахстана до 17 лет в матче против сборной Исландии до 17 лет (0:5).

## Клубная статистика
| Игровая карьера | Игровая карьера | Игровая карьера | Лига | Лига | Кубок | Кубок | Межд. | Межд. | Др. | Др. |
| --------------- | --------------- | --------------- | ---- | ---- | ----- | ----- | ----- | ----- | --- | --- |
| 2016            | Тараз М         | В               | 18   | 1    | —     | —     | —     | —     | —   | —   |
| 2017            | Тараз           | А               | —    | —    | 1     | 0     | —     | —     | —   | —   |
| 2017            | Тараз М         | В               | 17   | 3    | —     | —     | —     | —     | —   | —   |
| 2018            | Тараз           | Б               | 2    | 0    | 4     | 0     | —     | —     | —   | —   |
| 2018            | Каспий          | Б               | 11   | 0    | —     | —     | —     | —     | —   | —   |
| 2019            | Тараз           | А               | 6    | 0    | 2     | 1     | —     | —     | —   | —   |
| 2019            | Тараз М         | В               | 10   | 3    | —     | —     | —     | —     | —   | —   |
| 2020            | Тараз М         | В               | 3    | 0    | —     | —     | —     | —     | —   | —   |